# 水仙平原
水仙平原（Asphodel Meadows；希臘文：ἀσφοδελὸν λειμῶνα），又譯為水仙花平原、常世花平野。是古希臘宗教信仰中冥界範圍的一部份（其他尚包含有：至福樂土和塔耳塔羅斯），古希臘人認為此處是人類在辭世後，若他們生前沒有很偉大的功績能夠蒞臨至福樂土，但也沒有重大罪孽可以落入塔耳塔羅斯接受懲罰，那麼水仙平原就是這些平庸靈魂所駐留之處。

## 後人相關的描述
透過古希臘宗教的了解，水仙平原很可能是指那些在世時期過著平庸生活且沒有重大善行還有惡行的人們，在他們往生後的魂歸處，但是這裡與古希臘來世觀的其他地方關係仍然是不確定的。
對後來希臘詩人而言，非常古老的前荷馬時代對水仙花（原文正式翻譯為日影蘭，拉丁學名寫作Asphodelus albus或是以英文寫作Asphodel flower，中文語境也譯為阿福花，但是這裡請注意古希臘詩人們所指的阿福花通常是水仙）和建構正面形態的來世觀做了聯想，加上詩人還放大人們能夠往生至福樂土資格的觀念，也就是說在他們詩人眼裡至福樂土不僅僅是少數幸運的英雄可蒞臨的淨土，水仙平原的原始意義也被詩人改變了。荷馬時代後寫作的希臘詩人便將水仙平原描述為原初的、迷人的、柔軟的還有聖潔的等等如此形象。這種（對來世美好的文學想像）演變是相當普遍的情況：“就像人類歷史上多數從古至今的文化一樣，希臘人對來世觀持有複雜並且有時還相互矛盾的觀點（Like most cultures throughout human history, both ancient and modern, the Greeks held complex and sometimes contradictory views about the afterlife）”。值得一提的是，文學對來世觀的想像是被美化的，純粹就宗教上來探討或許不是這麼一回事。
有些對水仙平原的敘述則是把它描繪屬於一塊完全中間性質的地方。也就是說，人們在世時既然沒有重大的善行與惡舉，因此他們來世後便會受到冥界神祇如此對待，將魂魄遣送到此處。不過其他描述還表明，所有在水仙平原上的靈魂在進入此處前早已先喝過忘川（the river Lethe，也譯為遺忘河或勒忒河）的水，他們曾經在世時的記憶以及其身分地位全部都喪失了。這種對來世有點的消極看法對於那些影響不大的人來說，這可能是為了激勵希臘文化中的軍國主義而為政客所操弄（並非是毫無作用的，可是這絕非其宗教本質）的信念，不過這是軍國主義者蠱惑人民的手段，戰爭殘酷殺戮若以今日正統宗教觀點而言，對來世的影響可能是非常不好的。事實上，從古希臘來世信仰研究中，他們認為唯有成為真正的英雄的人（對世人有良好的貢獻、福澤後人，英雄不是暴徒），才有資格進入至福樂土獲得永恆的快樂。
伊迪絲·漢密爾頓（Edith Hamilton）認為這些來世觀平原的水仙不完全等同我們人類世界的水仙，而“可能是種陌生、蒼白、幽靈般的花朵（presumably strange, pallid, ghostly flowers）”。其他的人則認為這些花實際上就是指水仙花。（Others have suggested, in 2002, that they were actually narcissi.）

## 譯名探源
英文的Asphodel Meadows，在德文Asphodeliengrund、義大利文Prati di asfodelo、法文Pré de l'Asphodèle、葡萄牙文Campo de Asfódelos都是指向為充滿Asphodelus albus的平原與田野。英文單詞“daffodil（水仙花）”其字根源自“asphodel”，“daffodil”通常與“asphodel”相提並論，然而英文中包括daffodil、narcissus和jonquil皆為水仙屬植物名稱。
根據大英百科全書註解：“The asphodel of the poets is often a narcissus. ”，是故Asphodel Meadows中文名稱翻譯為：水仙平原或水仙花平原。
有些現代學者則把荷馬記述的旅程中：κατ᾽ ἀσφοδελὸν λειμῶνα“穿越水仙平原（across the Asphodel Meadow）”，更傾向於κατὰ σποδελὸν λειμῶνα“穿越灰燼之原（across the Plain of Ashes）”這樣的解釋。
進一步觀點認為荷馬的“Asphodel Meadows，希臘文：ἀσφοδελὸν λειμῶνα；中譯：水仙平原（Od. 24.14）”，可能是古人混淆 ἀσφόδελος（植物名稱）和 σφοδελός，或者更確切地說是σποδελός，而這詞彙意思是“灰燼”，兩種不同詞彙被誤讀所造成的結果。
其實Asphodel為應用廣泛的俗名，所以常被人混淆，而造成诗人们所謂阿福花指的是水仙花。

## 瀕死經驗者所見景象
根據日本瀕死經驗研究者立花隆，他花費一年時間從日本、美國、加拿大、義大利、印度對瀕死經驗者調查，瀕死經驗者皆有共同體驗模式：看到冥河、花田中漫步、脫離肉體、看見已逝之人。由此判斷，在未知的維度裡，瀕死經驗者所看到冥河、花田景象與古希臘宗教觀點中冥界之描述非常類似，但是花田裡是什麼花？依然無人能夠卻切說明。
可以說，與中國民間信仰傳說在陰間可以看到彼岸花的觀點吻合。有趣的是，現實世界裡的夏水仙（亦名鹿蔥）和彼岸花很相似，然而夏水仙卻是分布在日本、朝鮮以及中國大陸的江蘇、河南、浙江、河北、山東等地。事實上彼岸花專指紅花石蒜；而水仙屬（學名：Narcissus）是多年生單子葉草本植物，天門冬目石蒜科。
還有一些資料指出瀕死經驗者所見之景象：亭臺樓閣、花田、河川、光芒的地帶、鄉鎮或城市、荒野、森林、黑暗、地洞、地獄。因而，古希臘冥界的「水仙平原」的說法其來有自。

### 腳註
1. ↑  大英百科全書網站有關於asphodel被詩人作為narcissus的相關條目 https://www.britannica.com/plant/asphodel-plant （页面存档备份，存于）
2. ↑  The word "daffodil" is also applied to related genera such as Sternbergia, Ismene and Fritillaria meleagris. It has been suggested that the word "Daffodil" be restricted to the wild species of the British Isles, N. pseudonarcissus. (Halevy 1985，Rees A. R. Narcissus pp. 268–271)

### 引用文獻
1. ↑  Reece, Steve, "Homer's Asphodel Meadow," Greek, Roman, and Byzantine Studies 47 (2007) 389-400.
2. ↑  Edith Hamilton. Mythology (book)（英语：Mythology）. New York: Warner Books, 1999. Ch. 1, p. 40.
3. ↑  Dweck, A. C.  (PDF). : 19–29  [2021-07-18]. （原始内容存档 (PDF)于2016-03-04）. In Hanks (2002)
4. ↑  https://www.britannica.com/plant/asphodel-plant （页面存档备份，存于）
5. ↑  指導教授釋永有博士，研究生簡政軒，〈瀕死經驗個案後續效應之研究╴以台灣本土個案為何〉，南華大學生死學系碩士論文，中華民國94年12月14日，頁6
6. ↑  瀕死體驗的意義（三十三） https://lifeenlightenment.com/ （页面存档备份，存于）